# Kinder von Izieu
Koordinaten: 45° 38′ 56″ N, 5° 37′ 54,3″ O

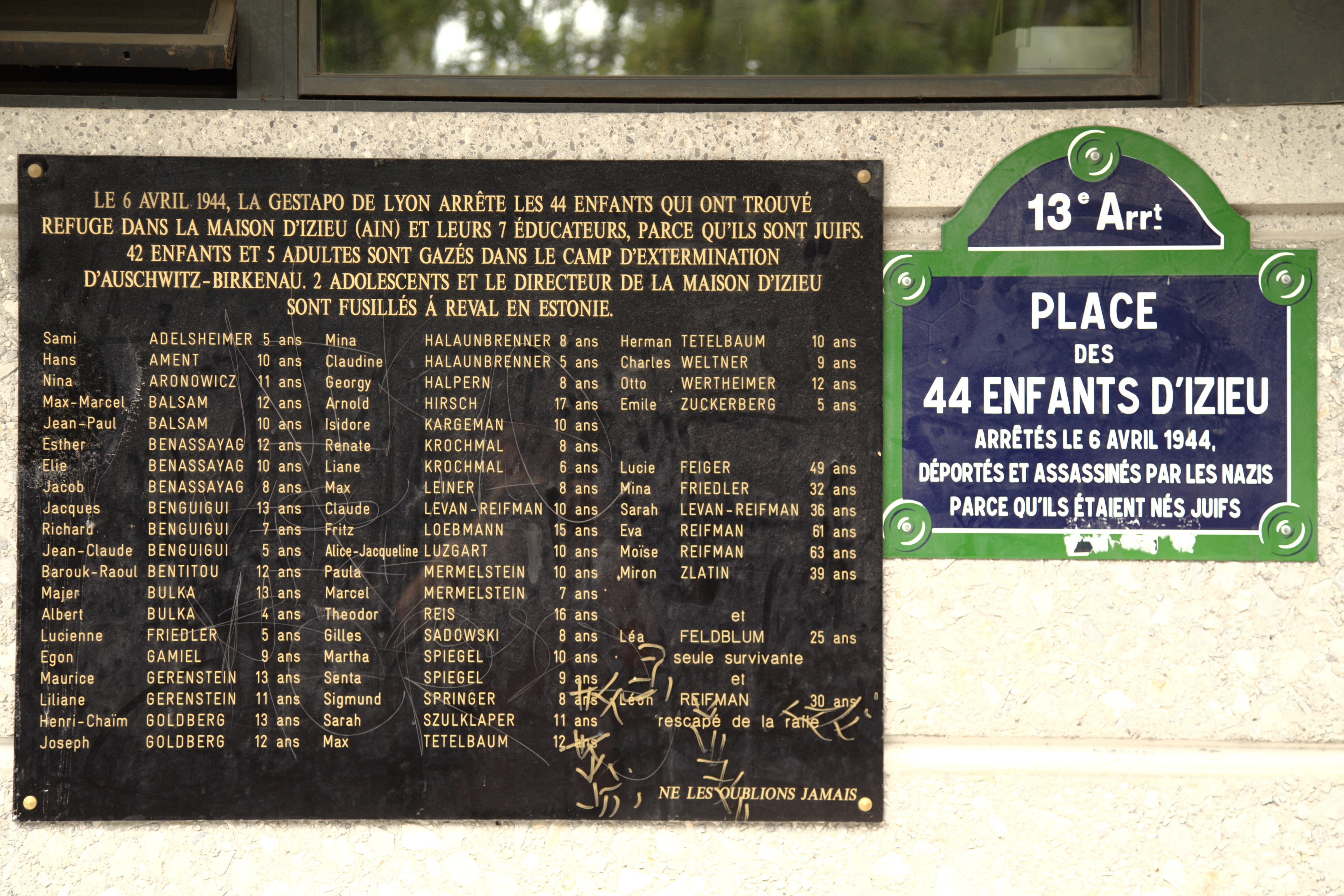
Gedenkplakette an der „Place des 44 enfants d’Izieu“ im 13. Arrondissement (Paris)

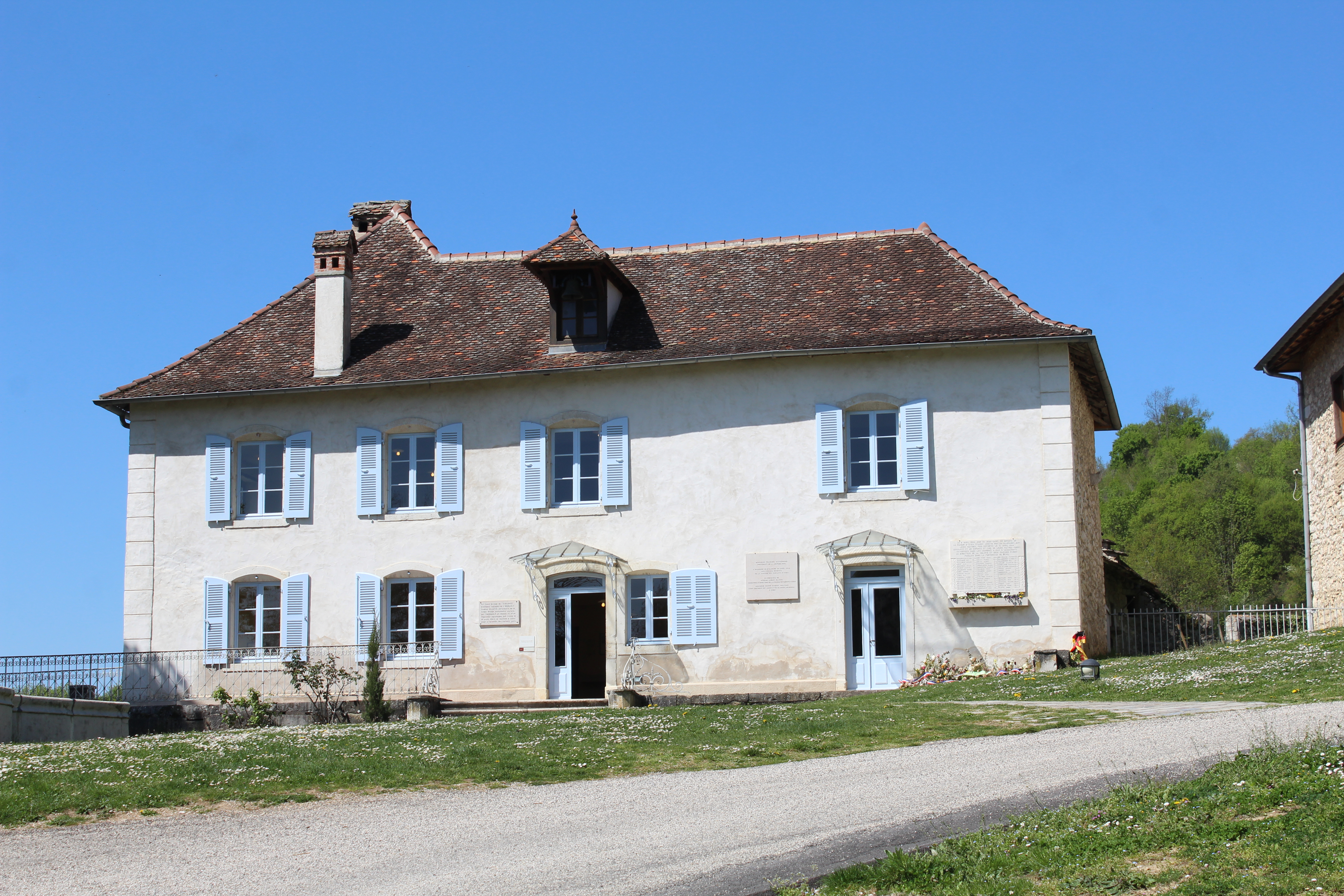
Das Haus, in dem die 44 Waisenkinder bis April 1944 versteckt wurden.

Die Kinder von Izieu waren eine Gruppe von 44 jüdischen Waisenkindern, die am 6. April 1944 auf Befehl des Lyoner Gestapo-Chefs Klaus Barbie zusammen mit ihren sieben Betreuern verschleppt und über Drancy in das Vernichtungslager Auschwitz-Birkenau deportiert wurden. Davor diente von Mai 1943 bis April 1944 ein 80 Kilometer von Lyon entfernt liegendes Hofgut in der Gemeinde Izieu unter dem Namen La Maison d’Izieu der Aufnahme jüdischer Kinder unterschiedlicher Nationalität, deren Eltern von den Nationalsozialisten deportiert worden waren.
Überlebt hat nur einer der Betreuer, Léon Reifmann, der durch ein Fenster im Treppenhaus fliehen und sich im Nachbargehöft verstecken konnte, sowie eine der Betreuerinnen, Léa Feldblum, die 1987 im Prozess gegen Klaus Barbie als Zeugin der Anklage aussagte. Seit 1994 ist das Maison d’Izieu eine Gedenkstätte, die von Staatspräsident François Mitterrand als eines seiner Grands Travaux (auch Grands Projets Culturels) eingeweiht wurde.

## La Maison d’Izieu
Das Waisenhaus in Izieu, das die Kinder zuletzt bewohnten, war idyllisch gelegen, wie aus einem Brief von Georges Halpern, zu dieser Zeit acht Jahre alt, hervorgeht:

„Chère Maman! Ich sende dir 10.000.000.000 Küsse, dein Sohn, der dich sehr lieb hat. Es gibt große Berge und das Dorf ist sehr hübsch. Es gibt viele Bauernhöfe und wir suchen Schwarzbeeren und Himbeeren und weiße Maulbeeren. Ich umarme dich von meinem ganzen Herzen. Georgy.“

## Erinnerung an die Kinder von Izieu
- Der deutsche Liedermacher Reinhard Mey veröffentlichte auf seinem Album Immer weiter, das 1994 erschien, den Titel Die Kinder von Izieu, zum Gedenken an dieses Haus über dem Rhônetal und die von dort deportierten Kinder.[3]
- Ebenfalls wurde der Vorfall in „Das geistliche Wort“, einer Verkündigungssendung auf WDR 5, thematisiert.[4]
- Serge & Beate Klarsfeld: Die Kinder von Izieu: eine jüdische Tragödie. Übers. Anna Mudry. Mit Beitr. von Johanna Ofori Attah und Manfred Richter. Ed. Hentrich, Berlin 1991 (Reihe deutsche Vergangenheit. Nr. 51) ISBN 3-89468-001-6 (sowie weitere Werke der Autorin in frz., engl.)
- Die von Schülern aus Lyon und Mannheim erstellte Ausstellung Mannheim – Izieu – Auschwitz dokumentiert das Schicksal von sechs aus Baden und der Pfalz stammenden Kinder von Izieu.
- Ausstellung im Rathaus von Paris, bis 29. April 2007 über alle aus Frankreich deportierten 11.400 jüdischen Kinder: Les 11 400 enfants juifs déportés de France Ausführliche Broschüre (franz.)paris.fr, auch als Tondokument erhältlich: paris.fr
- Pierre-Jerome Biscarat: Les enfants d’Izieu. 6 avril 1944. Un crime contre l’humanité. Les Patrimoines, Veurey Ceder 2003.
- Pierre-Jerome Biscarat: Dans la tourmente de la Shoah : Les enfants d’Izieu. Michel Lafon, Paris 2008.
- Am 3. April 2017 wurde auf dem Schwedenplatz in Wien eine Gedenktafel für die Kinder von Izieu enthüllt, von denen sieben, darunter Georgy Halpern, aus Wien stammten.[5]
- Am 29. Mai 2017 wurden vor der Schule vier Stolpersteine für ermordete Kinder verlegt.

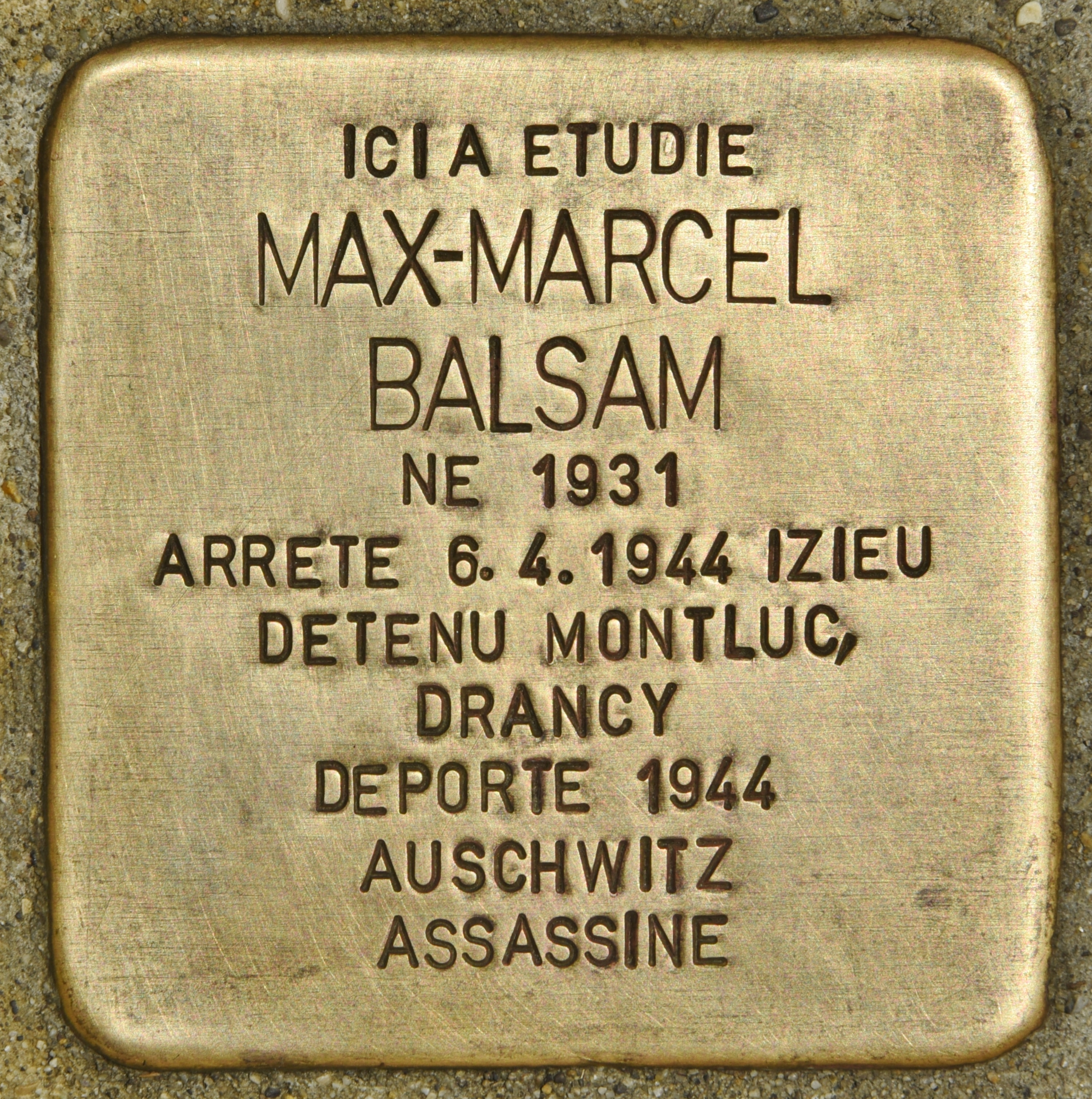
Stolperstein für Max-Marcel Balsam
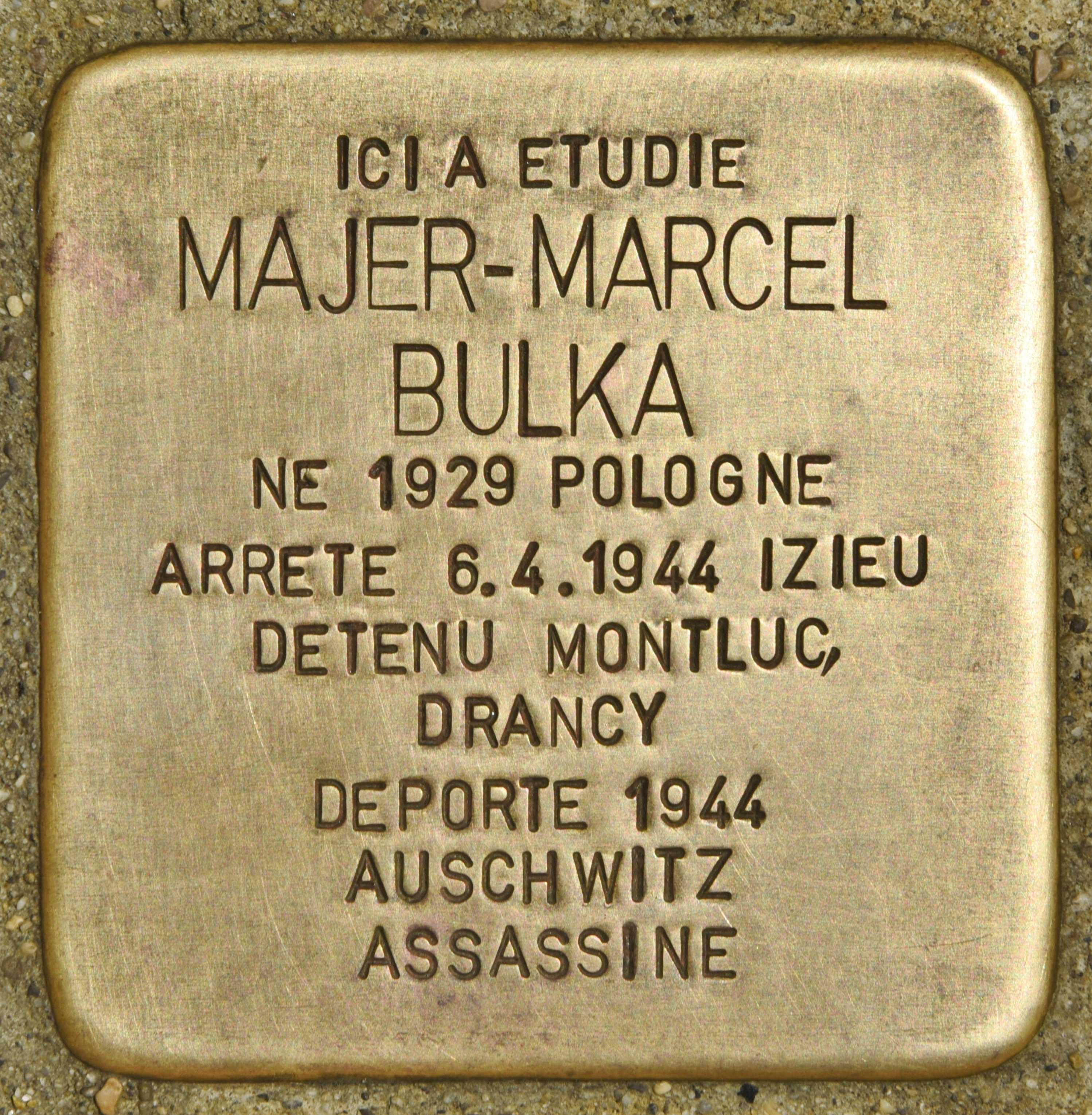
Stolperstein für Majer-Marcel Bulka
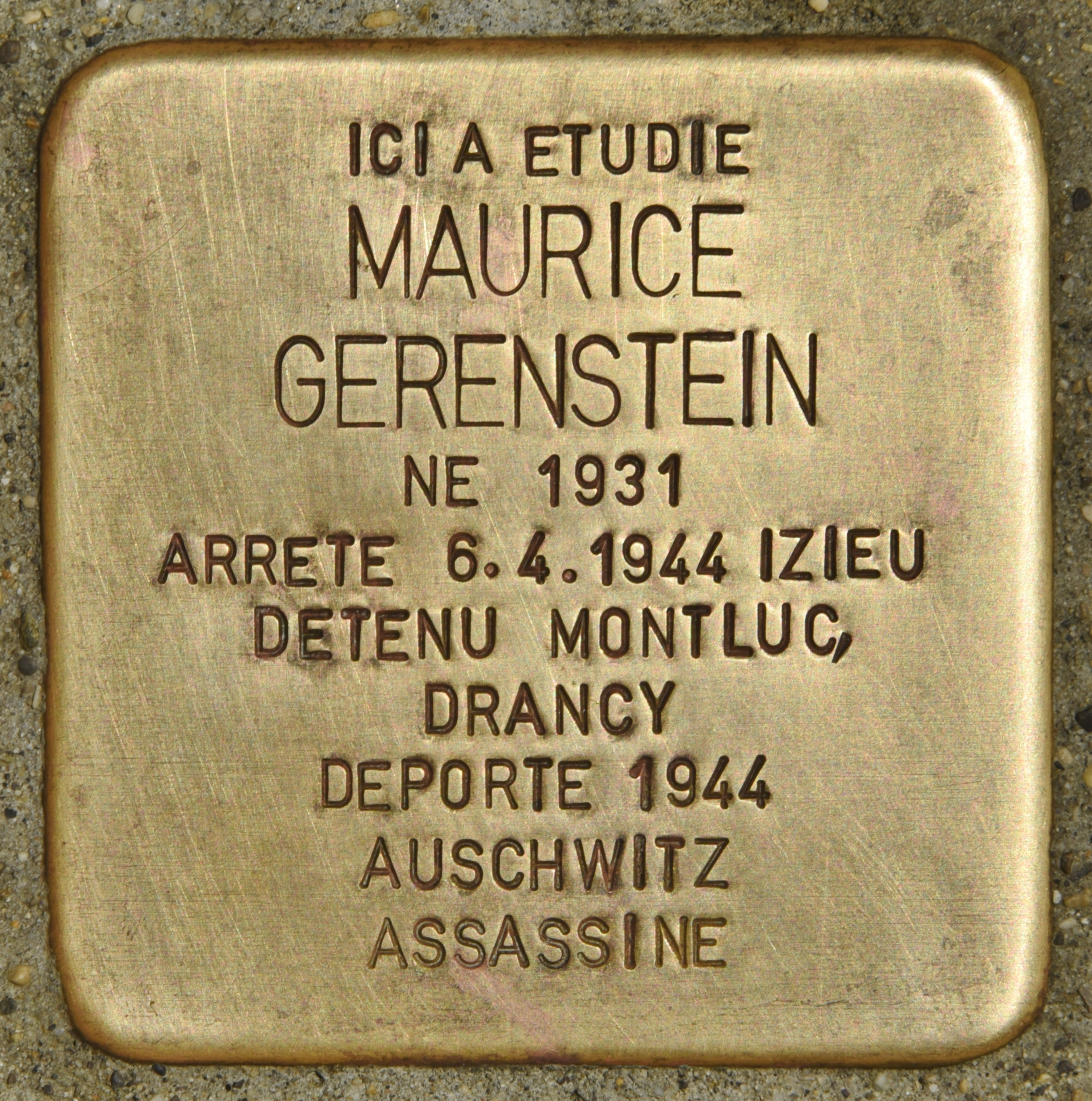
Stolperstein für Maurice Gerenstein
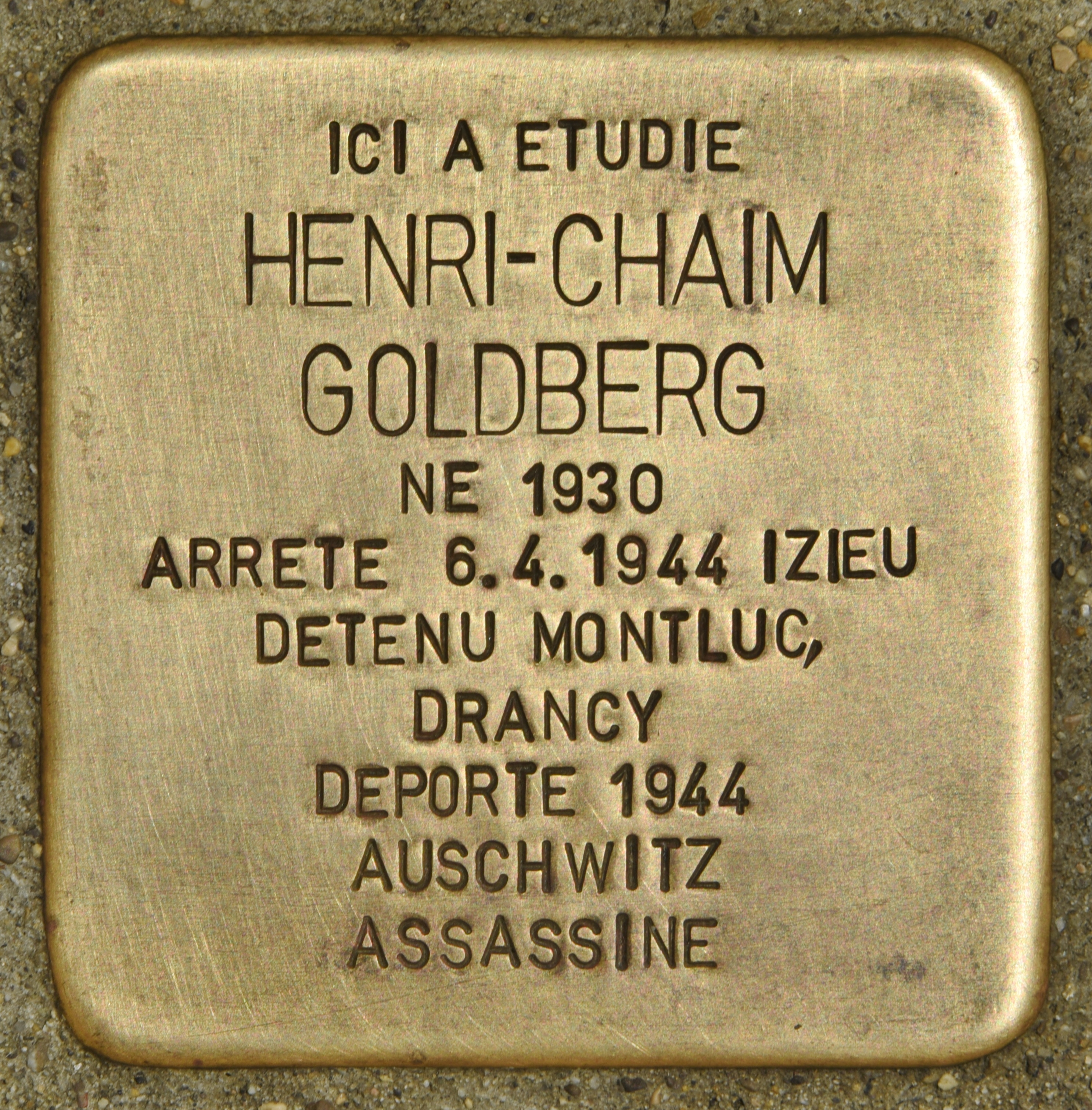
Stolperstein für Henri-Chaim Goldberg